# 真野あゆみ
真野 あゆみ（まの あゆみ、4月24日 - ）は、日本の女性声優。埼玉県出身。ステイラック所属。

## 略歴
子供の頃から声優に憧れており、友人から『涼宮ハルヒの憂鬱』を薦められ、その世界に入りたいと思ったことや自身の人生を楽しくしてくれたアニメの中に入りたいと思ったことで、声優を目指す。よく視聴していた『美少女戦士セーラームーン』の水野亜美のように頭が良くなりたくて勉強した。
アミューズメントメディア総合学院東京校の卒業生。
2015年にステイラックワークショップ生となり、2016年にステイラック所属となる。
中学時代はバレー部に所属していた。高校時代にはダンススクールに通いヒップホップを踊っていた。
『マギ シンドバッドの冒険』でテレビアニメへの初出演となる。
2021年7月、『死神坊ちゃんと黒メイド』のヒロイン・アリス役に選ばれると共に、作品のOP・EDの主題歌（キャラクターソング）を歌う。
2021年11月より、メール配信サービスチョクメの購読がスタートした。

## 人物
特技はヘアメイク。趣味は野球観戦。
資格・免許は美容師免許・普通自動車第一種免許。
東京ヤクルトスワローズの大ファンであり、ラジオ「真野あゆみのラックにステイ!」や自身のTwitterでも公言している。
2022年11月11日には「れい＆ゆいのホームランラジオ！」にもゲストで出演し、豊富な野球知識でMCやリスナーを驚かせた。
声優としてもスワローズファンとしても先輩の松嵜麗のことを「ファン界のカリスマ」と呼んでいた。
ずっと「始球式で投げること」を夢見ていたが、2025年4月2日に神宮球場で行われた東京ヤクルトスワローズのホーム開幕戦にて始球式を行うことができた。
好きなものは猫ときゅうり。

## 出演
太字はメインキャラクター。

### テレビアニメ
2016年
- おはよう!コケッコーさん（ピーヨ / ピーフ）
- マギ シンドバッドの冒険（女の子A）
- B-PROJECT〜鼓動*アンビシャス〜（ファンA、女の子B）
- 少年アシベ GO! GO! ゴマちゃん（まゆみ 他）
- カードファイト!! ヴァンガード（2016年 - 2019年、女の子C、アナウンス、ブラスター・レイピア、受付嬢A、黒玉の研究者 セシル） - 3シリーズ
- Fate/Grand Order -First Order-（オペレーターA）

2017年
- ALL OUT!!（女子生徒）
- プリプリちぃちゃん!!（アラちゃん、子供、ジョーくん妹、スーちゃん、砂漠鳥）
- 銀の墓守り（2017年 - 2018年、女生徒B、ガイド音声、女子B、公式音声、女プレイヤーB） - 2シリーズ
- Fate/Apocrypha（ホムンクルス）
- 徒然チルドレン（松浦彩音）
- ブラッククローバー（2017年 - 2020年、ホロ、カイ、碧の野薔薇団団員、少女、カレン・ラピス 他）

2018年
- ダメプリ ANIME CARAVAN（侍女B）
- Fate/EXTRA Last Encore（女子生徒）
- ラストピリオド -終わりなき螺旋の物語-（イワザル）
- クレヨンしんちゃん（園児E）
- Lostorage conflated WIXOSS（女子中学生、少女、女子生徒、女の子）
- ひそねとまそたん（五稜桃）
- 少女☆歌劇 レヴュースタァライト（剣崎真琴、吉永明里、クラスメイト）
- ハッピーシュガーライフ（バイト女子）
- Back Street Girls -ゴクドルズ-（中村結衣）
- プラネット・ウィズ（女子高生）
- 俺が好きなのは妹だけど妹じゃない（江坂さん）
- うちのメイドがウザすぎる!（女子、女性記者、主婦、みどり母、母親）
- 叛逆性ミリオンアーサー（2018年 - 2019年、女子学生、カズ）

2019年
- ブギーポップは笑わない（女生徒）
- デート・ア・ライブ シリーズ（2019年 - 2024年、七罪） - 3シリーズ
- ドメスティックな彼女（班の女子A）
- ワンパンマン（女性市民A、女性市民B、少年ガロウ、ゼンコ、リングガール）
- ダンジョンに出会いを求めるのは間違っているだろうか シリーズ（2019年 - 2025年、カサンドラ・イリオン） - 4シリーズ
- とある科学の一方通行（菱形蛭魅、店員）
- 異世界チート魔術師（アサシン / アナスタシア）
- 鬼滅の刃（2019年 - 2024年、中原すみ） - 4シリーズ
- この音とまれ!（美波）
- Fate/Grand Order -絶対魔獣戦線バビロニア-（子供）

2020年
- うちタマ?! 〜うちのタマ知りませんか?〜（子どもノラ）
- ミュークルドリーミー（2020年 - 2021年、赤名かえで） - 2シリーズ
- デカダンス（メンディ、バグサイボーグF、ガドル工場職員A）

2021年
- 五等分の花嫁∬（真田）
- WIXOSS DIVA(A)LIVE（タマゴ博士 / Dr.タマゴ）
- 憂国のモリアーティ（少女B）
- 死神坊ちゃんと黒メイド（2021年 - 2024年、アリス） - 3シリーズ
- BLUE REFLECTION RAY/澪（皇亜未琉）
- 見える子ちゃん（化け物）

2022年
- 最遊記RELOAD -ZEROIN-（女、睡）
- 薔薇王の葬列（イザベル）
- BIRDIE WING -Golf Girls' Story-（選手B）

2023年
- シュガーアップル・フェアリーテイル（ブリジット・ペイジ） - 2シリーズ
- 七つの魔剣が支配する（テレサ＝カルステ）
- 夢見る男子は現実主義者（古賀亜里沙）
- EDENS ZERO（ミラーニ）
- お嬢と番犬くん（メイド1）
- 呪術廻戦 懐玉・玉折/渋谷事変（少女）

2024年
- 異世界でもふもふなでなでするためにがんばってます。（カーナの友人）
- 月が導く異世界道中 第二幕（バレッタ）
- HIGH CARD（クロエ）
- 出来損ないと呼ばれた元英雄は、実家から追放されたので好き勝手に生きることにした（サラ）
- 戦隊大失格（戦闘員L）
- ヴァンパイア男子寮（客B）
- 恋は双子で割り切れない（櫻田可南子）
- 2.5次元の誘惑（瀧翠理）
- 魔法使いになれなかった女の子の話（マキ＝クミール）
- 結婚するって、本当ですか
- 鴨乃橋ロンの禁断推理（ファン）
- デリコズ・ナーサリー（トルステン〈少年期〉）
- やり直し令嬢は竜帝陛下を攻略中（フェイリス・デア・クレイトス）
- 魔王2099（女性C）

2025年
- どうせ、恋してしまうんだ。（藤田）
- ちょっとだけ愛が重いダークエルフが異世界から追いかけてきた（メイ、客C）
- ボールパークでつかまえて!（山田夏乃）
- Summer Pockets
- 日々は過ぎれど飯うまし（モブ）
- 信じていた仲間達にダンジョン奥地で殺されかけたがギフト『無限ガチャ』でレベル9999の仲間達を手に入れて元パーティーメンバーと世界に復讐&『ざまぁ!』します!（エリー）

### 劇場アニメ
- 劇場版 Fate/stay night [Heaven's Feel] II.lost butterfly（2019年、気象予報センター〈女〉）
- Hello WeGo!（2019年、マル）
- 巨蟲列島（2020年、被害者A）
- 劇場版 少女☆歌劇 レヴュースタァライト（2021年）
- 映画 五等分の花嫁（2022年）
- 機甲英雄 劇場版 我與我等於無限大（2023年、吉吉娜[31]、碧朱）

### OVA
- デジモンアドベンチャー tri. 第5章「共生」（2017年）
- まじもじるるも 完結編（2019年、女の子A） - 原作第3部コミックス第9巻OAD付限定版
- ダンジョンに出会いを求めるのは間違っているだろうか OVA（2020年 - 2021年、カサンドラ・イリオン） - 2シリーズ[一覧 9]
- 忘却バッテリー（2020年、女子生徒） - ジャンプスペシャルアニメフェスタ2020上映作品

### Webアニメ
- アフリカのサラリーマン（2017年、ゴリラ女子高生[32]）
- 超游世界（2017年、桃子）
- 機甲英雄 機鬥勇者 日本語版（2019年、吉吉娜[33]）
- Shenmue the Animation（2022年、少年、子供、ファンメイ）

### ゲーム
2013年
- フェアリーフェンサー エフ（妖聖）

2014年
- インフィニタ・ストラーダ（グエン・ティ・トラン教官 他）
- プロジェクト東京ドールズ（パンドラ）
- グランマルシェの迷宮（オペラ、シンデレラ、ブラックレイン、マルキ、リップ）
- De:Lithe 〜忘却の真王と盟約の天使〜（ティア）
- クルセイダークエスト（テレサ）

2015年
- 戦国DRIVE（お市）
- 一血卍傑（アヤカシコネ）
- 夜明けのベルカント（ノンノ）
- ファンタシースターオンライン2 es（インフェルノ・バズーカ、神杖アマテラス）
- テリア・サーガ（ドネラ、ドメロ、コロウィン）

2016年
- クイズRPG 魔法使いと黒猫のウィズ（リアーネ・シルヴァン、イングリット・レイ）
- 誰ガ為のアルケミスト（シェンメイ）
- 刻のイシュタリア（メズ、ゴズ、アシュヴィン）
- Heaven×Inferno（カイム、アスタロト）
- モン娘☆は〜れむ（オリエンテ、みゅう名誉探偵）

2017年
- シノビナイトメア（泰願麗姫オイチ）
- 蝶々事件ラブソディック

2018年
- 温泉むすめ ゆのはなこれくしょん（浅虫夕凪）
- Summer Pockets（堀田）
- フリージング エクステンション（ヒイラギ・カホ）

2019年
- プリンセスコネクト！Re:Dive（案内客、女生徒）
- 天華百剣 -斬-（謙信助宗）
- アズールレーン（2019年 - 2022年、サウサンプトン、ジョッフル）
- ブレイブソード×ブレイズソウル（アスモデウス＝サラ）
- 東京コンセプション（ユキメ、アリエ、アカコ）
- ポケモンガオーレ（バトルリーダーのラツハ）

2020年
- 龍が如く7 光と闇の行方（石田綾美）
- ラストピリオド -終わりなき螺旋の物語-（イワザル）
- 少女とドラゴン -幻獣契約クリプトラクト-（ノーチェ）
- 阿卡迪亞（尤妮絲、女媧）
- エコーズオブパンドラ
- Summer Pockets REFLECTION BLUE（堀田）
- ビッグバッドモンスターズ（フェリシア）
- デート・ア・ライブ 蓮ディストピア（七罪）
- ファンタジア・リビルド（七罪）

2021年
- ブルーアーカイブ -Blue Archive-（2021年 - 2024年、伊原木ヨシミ）
- 鬼滅の刃 ヒノカミ血風譚（中原すみ）

2022年
- ウィクロスマルチバース（Dr.タマゴ）
- ビートリフレ（南雲椿）
- 無期迷途（ハーメル、菫）

2023年
- サクライグノラムス（お市の方）
- モンスターストライク（すみ）
- 六本木サディスティックナイト（日下部カノン）
- ダンジョンに出会いを求めるのは間違っているだろうか バトル・クロニクル（カサンドラ・イリオン）
- 廃深2（柊藍那）
- タワーオブスカイ（リザ）
- サンローラン騎士団（ベイ）

2024年
- ユニコーンオーバーロード（シャロン）
- プリズンプリンセス ハメられし姫たち （シューケット）

2025年
- モンスターハンターワイルズ
- プロ野球RISING （球場アナウンス）
- 少女廻戦（趙飛燕）
- 女神楽園（アバドン）

- ヘブンバーンズレッド イベント「Honey Baby,Love Me I love You」（鏑木シオン）

### ドラマCD
- 覆面系ノイズ コミックス13巻限定版ドラマCD（店員）
- 双子の魔法使い リコとグリ（店員さん）
- バンドやろうぜ！デュエル・ギグ！vol.2-Cure2tronEDITION-
- 劇場版 Fate/stay night [Heaven's Feel] II.lost butterfly Original Drama CD「インタビュー 未推敲 掲載予定なし」（2019年、女子生徒）
- 優しいパンツの脱がせ方（谷内野栞）

### オーディオブック
- 謎解きはディナーのあとで[67]

### 音声作品
- いっしょぐらし 〜メイドさん編〜[68]

### 吹き替え
- スウィート17モンスター
- マッド・ドライヴ（マーシー、シャンテル、女子アナ）
- リベンジファイト 相棒は天才ハッカー（ウェンディ）
- キャッチ!ティニピン（チャチャピン [69]）
- 大富豪兄弟が探してたお姫様は私？（シェンハンイ）

### デジタルコミック
- ぱちLOVE！（2021年、日向まつり[70]）
- ねぇねぇ、ねねさん。（2022年、寧々[71]）
- お手、かみついて、キス。（2022年、縞葵[72]）
- どうしようもない、ぼくの初恋。（2022年、マイ）[73]
- 魔窟の灯籠（2023年、シャーラ[74]）

### ナレーション
- ファンタ坂学園（AbemaTV[1]）
- DTテレビ（AbemaTV[1]）
- ＜Connects LOVE!＞バービーのHappy Pampee TV（2022年3月-、BSJapanext）

### ラジオ
※はインターネット配信。
- ラジオピリオド ―ワイズマンの秘密基地―（2018年、音泉※）[75]
- 真野あゆみのラックにステイ!（2020年 - 2023年 、Radiotalk※）
- 死神坊ちゃんと黒メイド 坊ちゃんとアリスとラジオ（2021年、音泉※）[76]
- 真野は知りたい!!（2025年 、ONE TO ONE※）[77]

## ディスコグラフィ

### キャラクターソング
| 発売日         | 商品名                                                                        | 歌 | 楽曲                                                        | 備考                                                                    |
| -------------- | ----------------------------------------------------------------------------- | --- | ----------------------------------------------------------- | ----------------------------------------------------------------------- |
| 2018年4月25日  | ワイズマンのテーマ                                                            | ワイズマン | 「ワイズマンのテーマ」 「ワイズマンのテーマ feat.IWAZARU?」 | テレビアニメ『ラストピリオド -終わりなき螺旋の物語-』エンディングテーマ |
| 2018年4月25日  | ワイズマンのテーマ                                                            | ワイズマン | 「ワイズマンの休日」                                        | テレビアニメ『ラストピリオド -終わりなき螺旋の物語-』関連曲             |
| 2019年5月22日  | デート・ア・ライブIII ミュージック・セレクション DATE A "Unforgettable" MUSIC | 七罪（真野あゆみ） | 「Bipolar emotion」                                         | テレビアニメ『デート・ア・ライブIII』関連曲                             |
| 2020年4月29日  | 百華繚乱 弐                                                                   | 厚藤四郎（長野佑紀）、謙信助宗（真野あゆみ）、獅子貞宗（中島唯）                                                           | 「よい刀のみつるぎ体操」                                    | ゲーム『天華百剣 -斬-』関連曲                                           |
| 2021年6月26日  | WIXOSS DIVA(A)LIVE BD第1巻特典CD                                              | うちゅうのはじまり | 「はんぱない★ディストラクション」                           | テレビアニメ『WIXOSS DIVA(A)LIVE』エンディングテーマ                    |
| 2021年7月28日  | 満月とシルエットの夜/夜想曲                                                   | 坊ちゃん（花江夏樹）、アリス（真野あゆみ）                                                                                 | 「満月とシルエットの夜」                                    | テレビアニメ『死神坊ちゃんと黒メイド』オープニングテーマ                |
| 2021年7月28日  | 満月とシルエットの夜/夜想曲                                                   | アリス（真野あゆみ） | 「夜想曲」                                                  | テレビアニメ『死神坊ちゃんと黒メイド』エンディングテーマ                |
| 2021年7月28日  | 満月とシルエットの夜/夜想曲                                                   | アリス（真野あゆみ） | 「昼下がりの誘惑ティータイム」                              | テレビアニメ『死神坊ちゃんと黒メイド』関連曲                            |
| 2021年10月13日 | 死神坊ちゃんと黒メイド サウンドトラック&キャラクターソングアルバム            | 坊ちゃん（花江夏樹）、アリス（真野あゆみ）、ロブ（大塚芳忠）、ヴィオラ（水瀬いのり）、カフ（倉持若菜）、ザイン（神谷浩史） | 「Make a wish」                                             | テレビアニメ『死神坊ちゃんと黒メイド』挿入歌                            |
| 2021年10月13日 | 死神坊ちゃんと黒メイド サウンドトラック&キャラクターソングアルバム            | 坊ちゃん（花江夏樹）、アリス（真野あゆみ）                                                                                 | 「ふくろうと仔猫」                                          | テレビアニメ『死神坊ちゃんと黒メイド』エンディングテーマ                |
| 2021年10月13日 | 死神坊ちゃんと黒メイド サウンドトラック&キャラクターソングアルバム            | アリス（真野あゆみ） | 「unreachable」                                             | テレビアニメ『死神坊ちゃんと黒メイド』関連曲                            |
| 2023年7月8日   | 君とレヴュー                                                                  | 坊ちゃん（花江夏樹）、アリス（真野あゆみ）                                                                                 | 「君とレヴュー」                                            | テレビアニメ『死神坊ちゃんと黒メイド 2期』オープニングテーマ            |
| 2024年4月7日   | エトワールメモワール                                                          | アリス（真野あゆみ） | 「エトワールメモワール」                                    | テレビアニメ『死神坊ちゃんと黒メイド 3期』エンディングテーマ            |
| 2024年6月24日  | 満月とシルエットの夜 ～ウェディングVer.～                                     | 坊ちゃん（花江夏樹）、アリス（真野あゆみ）                                                                                 | 「満月とシルエットの夜 ～ウェディングVer.～」               | テレビアニメ『死神坊ちゃんと黒メイド 3期』エンディングテーマ            |
| 2024年7月22日  | ブルーアーカイブ 青春あんさんぶる Vol.6「放課後スイーツ部」                   | 放課後スイーツ部 | 「パフェダイアリーズ」                                      | ゲーム『ブルーアーカイブ -Blue Archive-』関連曲                         |
| 2024年7月23日  | 彩りキャンバス                                                                | SUGAR RUSH | 「彩りキャンバス」                                          | ゲーム『ブルーアーカイブ -Blue Archive-』関連曲                         |

### シリーズ一覧
1. ↑  【カードファイト!! ヴァンガードG】
第4期『NEXT』（2016年 - 2017年）
【カードファイト!! ヴァンガード】
中・高校生編（2019年）、新右衛門編（2019年）
2. ↑  第1期（2017年）、第2期『II』（2018年）
3. ↑  第3期『III』（2019年）、第4期『IV』（2022年）、第5期『V』（2024年）
4. ↑  第2期『II』（2019年）、第4期『IV 新章 迷宮篇』（2022年）、第4期『IV 深章 厄災篇』（2023年）、第5期『V 豊穣の女神篇』（2024年 - 2025年）
5. ↑  第1期『竈門炭治郎 立志編』（2019年）、第2期『遊郭編』（2021年 - 2022年）、第3期『刀鍛冶の里編』（2023年）、第4期『柱稽古編』（2024年）
6. ↑  第1期（2020年 - 2021年）、第2期『みっくす！』（2021年）
7. ↑  第1期（2021年）、第2期（2023年）、第3期（2024年）
8. ↑  第1クール（2023年）、第2クール（2023年）
9. ↑  『II』（2020年）、『III』（2021年）

### 初出話一覧
1. 1 2  第19話初出
2. 1 2  第18話初出
3. 1 2  2018年第1期 第50話初出
4. ↑  G第4期 第4話初出
5. ↑  G第4期 第35話初出
6. ↑  2018年第3期 第2話初出
7. ↑  2018年第3期 第16話初出
8. 1 2 3  第3話初出
9. ↑  第5話初出
10. 1 2 3 4 5  第1話初出
11. 1 2  第2話初出
12. ↑  第6話初出
13. ↑  第4話初出
14. 1 2  第9話初出
15. ↑  第12話初出
16. ↑  第8話初出

### ユニットメンバー
1. ↑  原田彩楓、鬼頭明里、真野あゆみ
2. ↑  Dr.タマゴ（真野あゆみ）、ノヴァ（渡辺琴音）、バン（水上亜紗美）
3. ↑  アイリ（水森ちこ）、カズサ（夏吉ゆうこ）、ナツ（長縄まりあ）、ヨシミ（真野あゆみ）
4. ↑  カズサ（夏吉ゆうこ） / コーラス：ヨシミ（真野あゆみ）